# آربر (کالیفرنیا)
آربر (به انگلیسی: Arbor) یک منطقهٔ مسکونی در ایالات متحده آمریکا است که در شهرستان کنترا کوستا، کالیفرنیا واقع شده‌است. آربر ۳۰ متر بالاتر از سطح دریا قرار دارد.